# C. J. Tudor
Caroline (C. J.) Tudor (* 1972 in Salisbury) ist eine britische Schriftstellerin, die in Nottingham aufwuchs. Dort lebt sie auch mit ihrem Lebensgefährten und ihrer Tochter.

## Leben
Vor ihrer Karriere als Schriftstellerin arbeitete sie als Synchronsprecherin, Werbetexterin, TV-Moderatorin und Dogwalkerin. Ihr erstes Buch „Der Kreidemann“ wurde schon vor seiner Veröffentlichung in 40 Länder verkauft und 2019 mit dem Barry Award als „Bester Erstlingsroman“ ausgezeichnet. Auch ihr zweiter in Deutschland erschienener Roman „Lieblingskind“ war sehr erfolgreich.

## Werke
- Der Kreidemann. Goldmann Verlag, München 2018, ISBN 978-3-442-31464-5 (engl. Original: The Chalk Man. Michael Joseph, London, 2018), übersetzt von Werner Schmitz
- Lieblingskind. Goldmann Verlag, München 2019, ISBN 978-3-442-20579-0 (engl. Original: The Taking of Annie Thorne. Michael Joseph, London, 2019), übersetzt von Werner Schmitz
- Schneewittchen schläft. Goldmann Verlag, München 2021, ISBN 978-3-442-20616-2 (engl. Original: The Other People. Michael Joseph, London 2020), übersetzt von Marcus Ingendaay
- Das Gotteshaus. Goldmann Verlag, München 2022, ISBN 978-3-442-20629-2 (engl. Original: The Burning Girls. Michael Joseph, London 2021), übersetzt von Marcus Ingendaay.
- Survivor. Goldmann Verlag, München 2024, ISBN 978-3-442-20652-0 (engl. Original: The Drift. Michael Joseph, London 2023), übersetzt von Marcus Ingendaay.
- Die Kolonie. Goldmann Verlag, München 2025, ISBN 978-3-442-20651-3 (engl. Original: The Gathering. Michael Joseph, London 2024), übersetzt von Marcus Ingendaay.